# Petit Courbu
Petit Courbu ist eine alte Weißweinsorte, die in der Weinbauregion Sud-Ouest im Südwesten von Frankreich angebaut wird. Sie ist in den Départements Gers, Landes, Hautes-Pyrénées und Pyrénées-Atlantiques für den gewerblichen Weinbau zugelassen, wird allerdings nur selten verwendet. Im Jahr 1998 wurde eine bestockte Rebfläche von fast 80 Hektar erhoben. In der Vergangenheit wurde sie häufig mit der Rebsorte Lauzet verwechselt.
Die Weißweine sind fein, aromatisch und von großer Qualität. Problematisch ist lediglich die geringe Ertragsleistung der Rebsorte.
Für den Weinbau sind die Klone 813 und 885 zugelassen. Eine im Jahr 2007 veröffentlichte Studie belegt, dass die Rebsorten Courbu, Courbu Noir, Gros Courbu, Lauzet und Petit Courbu genetisch sehr eng miteinander verwandt sind. Auch die Sorte Gros Manseng weist genetisch verwandtschaftliche Merkmale auf.
Siehe auch den Artikel Weinbau in Frankreich sowie die Liste von Rebsorten.

## Ampelographische Sortenmerkmale
In der Ampelographie wird der Habitus folgendermaßen beschrieben:
- Die Triebspitze ist offen. Sie ist weißwollig behaart, mit karminrotem Anflug.  Die fast roten Jungblätter sind bronzefarben gefleckt (Anthocyanflecken)
- Die mittelgroßen Blätter (siehe auch den Artikel Blattform) sind ausgeprägt fünflappig. Die Stielbucht ist V-förmig offen. Der Blattrand ist stumpf gezahnt. Die Zähne sind im Vergleich zu anderen Rebsorten mittelweit gesetzt. Die Blattoberfläche (auch Spreite genannt) ist blasig derb.
- Die kegelförmige Traube ist klein bis mittelgroß und dichtbeerig. Die rundlichen Beeren sind klein bis mittelgroß. Sie sind bei Vollreife von weißlich-gelber Farbe.

Die Rebsorte Petit Courbu reift circa 30 Tage nach dem Gutedel und ist gilt damit für eine Rebsorte international als spät reifend. Die Sorte gilt als ertragsschwach.

## Synonyme
Die Rebsorte Petit Courbu ist auch unter den Namen Courbis, Courbu petit und Vieux Pacherenc bekannt.